# Josef Geyling

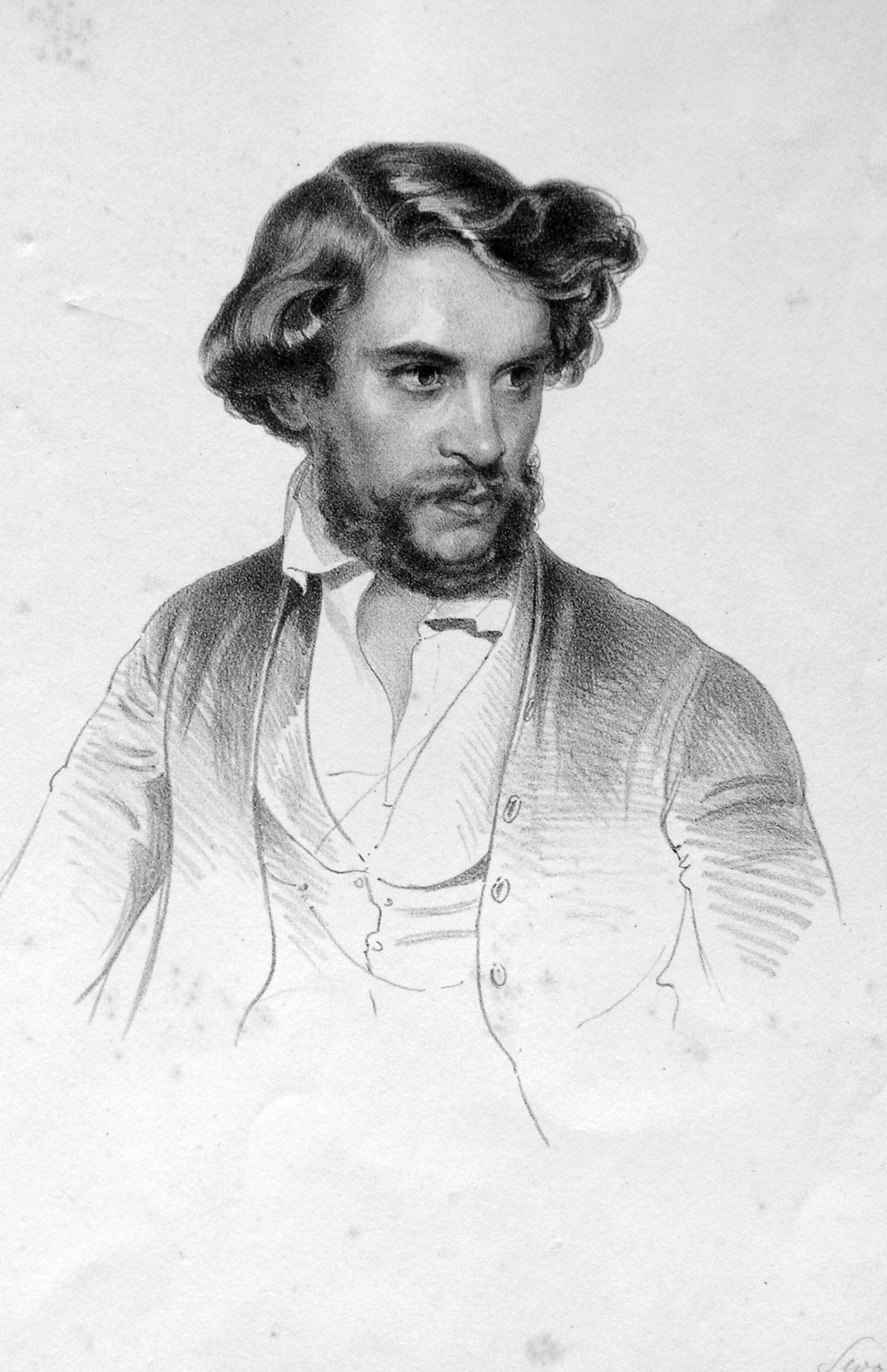
Josef Geyling, Lithographie von Eduard Swoboda, ca. 1840

Josef Geyling (* 10. Dezember 1799 in Wien; † 15. Juni 1885 in Hütteldorf bei Wien) war ein österreichischer Maler. 

## Biografie
Josef Geyling war der Sohn des Hofdekorationsmalers Andreas Geyling (1763–1819). Sein jüngerer Bruder war der Maler Carl Geyling. 
Josef Geyling malte und restaurierte zahlreiche kirchliche sowie profane Gebäude aus. Zu seinen Werken gehörten die Deckengemälde im Redoutensaal in der Hofburg, die er 1840 malte, die Kirche St. Johann Nepomuk im 2. Wiener Gemeindebezirk Leopoldstadt sowie wie Werke in den Schlössern Schönbrunn, Laxenburg und Eisgrub. 
Er war auch für die Restaurierung des Schweizertores in der Hofburg zuständig. Zusätzlich malte er Porträts.
Für seine Dienste erhielt Geyling den Titel eines Hof-Zimmermalers.